# Actiastes globiferum
Actiastes globiferum är en skalbaggsart som först beskrevs av Leconte 1849.  Actiastes globiferum ingår i släktet Actiastes och familjen kortvingar. Inga underarter finns listade i Catalogue of Life.